# Лавров, Виталий Алексеевич
Виталий Алексеевич Лавров (1902, Черкассы — 1988, Москва) — советский архитектор. Заслуженный архитектор РСФСР (1974), доктор архитектуры.

## Биография
Виталий Лавров родился 31 октября 1902 года в Черкассах. В 1918—1921 годах работал инструктором по охране памятников искусства в Курске. В 1921—1928 годах учился в московском Вхутемасе-Вхутеине в мастерской Н. А. Ладовского. С отличием защитил дипломный проект по теме «Социалистический город».
В 1923—1928 годах состоял в организации АСНОВА. В 1928 году стал членом-учредителем объединения АРУ. Член Союза архитекторов СССР с 1933 года.
С 1928 года — преподаватель архитектурного факультета Вхутеина. С 1930 года — преподаватель Высшего архитектурно-строительного института в Москве, позднее преобразованного в Московский архитектурный институт. Доцент. В 1946 году защитил диссертацию на соискание учёной степени доктора архитектуры по теме «Градостроительная культура Средней Азии».
Работал в Академии архитектуры СССР с момента её создания в 1934 году. Потом работал в Академии строительства и архитектуры, затем — в ЦНИИП градостроительства.
Умер 6 июня 1988 года в Москве. Похоронен на Рогожском кладбище.

## Творчество
Тема диплома В. А. Лаврова получила развитие в конкурсном проекте АРУ планировки города-коммуны Автострой, выполненном совместно с Г. Т. Крутиковым и В. С. Поповым. Этот проект экспонировался на международных выставках в Милане и Амстердаме.
На протяжении нескольких лет В. А. Лавров вместе с В. А. Весниным, Г. М. Орловым и Н. Д. Колли работал на строительстве Днепрогэса. Виталий Алексеевич выполнил проект жилого квартала и площади перед плотиной Днепрогэса. По его проектам строились жилые дома на главном проспекте города Запорожья.
С начала 1930-х годов В. А. Лавров занимался исследованиями и проектными работами по реконструкции городов Средней Азии (Андижан, Маргелан, Чарджоу и другие). В 1970—1980-х годах был консультантом разработки экспериментальных проектов центров Самарканда и Ашхабада. Руководил молодыми исследователями, занимавшимися изучением проблем развития городов и систем расселения в Средней Азии.
В 1946 году совместно с А. В. Щусевым разрабатывал проект восстановления и развития Новгорода, разрушенного во время Великой Отечественной войны. Рядом с Кремлём, В. А. Лавров планировал создать новый общественно-административный центр с площадью, административными зданиями и памятником героям Великой Отечественной войны.
Множество проектов В. А. Лаврова связаны с Москвой. В 1930-х годах он принимал участие к конкурсе на проект Дворца Советов. Разработал конкурсный проект планировки и застройки центра столицы.
Автор ряда трудов, среди которых книги «Город и его общественный центр» (1964), «Реконструкция крупных городов» (1969), «Методика реконструкции городов» (1975), «Преобразование среды крупных городов и совершенствование их планировочной структуры» (1977), «Развитие планировочной структуры исторически сложившихся городов» (1977) и раздел о реконструкции городов в книге «Основы советского градостроительства».

## Награды и звания
- Заслуженный архитектор РСФСР (1974)[1][3]